# Genista versicolor
Genista versicolor är en ärtväxtart som beskrevs av Pierre Edmond Boissier. Genista versicolor ingår i släktet ginster, och familjen ärtväxter.

## Underarter
Arten delas in i följande underarter:
- G. v. pumila
- G. v. versicolor